# Ukrán görögkatolikus egyház
Az ukrán görögkatolikus egyház egyike a keleti katolikus egyházaknak. Székhelye Kijevben található.